# Apollon Pontou FC
El Apollon Pontou (en griego: Απόλλων Καλαμαριάς) es un equipo de fútbol de Grecia que juega en la Gamma Ethniki, la tercera liga de fútbol más importante del país.

## Historia
Fue fundado en el año 1926 en la ciudad de Kalamaria, al sureste de Salónica por refugiados de la Guerra Greco-Turca y el subsecuente intercambio poblacional entre Grecia y Turquía en las afueras de Salónica. Originalmente fue fundado como un club de arte y música, ya que fue 2 años después que fundaron su sección de fútbol y su primer escudo fue el del dios Olímpico de las artes y la música Apollo.
Debido a la popularidad del equipo en la localidad de Kalamaria, abrieron otras secciones como teatro y otros deportes.

## Datos históricos
- Primer juego en casa en Primera División: División Nacional vs Ethnikos 2-2 el 1 de noviembre de 1959 en el Harilaou Stadium.
- Primera gol en Primera División: Chrysanidis en el minuto 53, 1/11/59 vs Ethnikos.
- Primer triplete: Kyprianidis en mayo de 1960 vs Megas Alexandros en los minutos 12, 44 y 51.
- Primera victoria de visitante en Primera División: 2-0 vs Athletic Union of Nikea en el Karaiskaki Stadium el 25 de junio de 1960. Goles de Kyprianidis (13') y Avramidis (72')
- Primer penal a favor en Primera División: El 8/12/62 ante el Proodeftiki (1-0), cobrado por Maliogloy, mismo día en que se coinvirtió en el primer jugador en disputar 100 partidos en Primera División.
- Primer convocado a selección nacional: Panagiotis Kyprianidis el 22 de mayo de 1963 para Grecia en un amistoso ante Polonia en Varsovia (0-4). En el verano de ese mismo año fue traspasado al Olympiakos por 1 millón de dracmas, cifra récord en aquel entonces.
- Más goles en una temporada: Mytariotis, 30 en la Segunda División.
- Goleador Histórico en Primera División: Mytariotis, 38 goles.
- Mayor asistencia de local: 8,375 el 7/10/73 ante el Panathinaikos FC (0-2).
- Mayor asistencia en un juego: 15,616 ante el PAOK el 4/9/83 (2-3) en el Harilaou Stadium.
- Primer partido como equipo de fútbol: El 4/9/83 ante el PAOK en el Harilaou Stadium.
- Primer extranjero en jugar en el equipo: El portero Dragan Simeounovic, de Yugoslavia en 1983.
- Primera victoria como equipo profesional: El 5/3/84 ante el OFI (1-0) en Haraklion, gol de Kostas Koutas en el minuto 77.
- Primera sustitución en un juego: El 23/9/73 ante el Fostiras FC (1-1), Kokkonidis entró por Papadopoulos en el minuto 67.
- Más apariciones con el equipo: Dimitris Toboulidis con 233.
- Primer triunfo como equipo profesional en Primera División: El 25/9/83 ante el AEK (1-0) en Salónica.

## Palmarés
- Beta Ethniki: 3

1972-73, 1982-83, 1991-92
- Gamma Ethniki: 3

1979-80, 2012-13, 2016-17
• Delta Ethniki: 1
2011,
•Greek FCA Winners' Championship: 1
1975-1976, 
- EPSM Championship: 3

1957–58, 1975-76, 2023-2024

## Jugadores

### Jugadores destacados
| - Nikos Karoulias - Alexis Alexiou - Giorgos Amanatidis - Vasilis Borbokis - Aristarhos Foudoukidis - Stelios Iliadis - Vasilis Ioannidis - Panagiotis Kyprianidis | - Marinos Ouzounidis - Charilaos Pappas - Giorgos Semertzidis - Takis Touboulidis - Zisis Tsekos - Alexandre Silva Cleyton - Neto Guerino - Pierre Ebede | - Joseph Elanga - Gilles Domoraud - Ronald Dennie - Frank Klopas - Amr El Halwani - Demba Traoré - Perparim Hetemaj |